# Yahiro Kazama
Yahiro Kazama (jap. 風間八宏 Kazama Yahiro; ur. 16 października 1961 w Shizuoce) – japoński piłkarz występujący na pozycji pomocnika. Trener piłkarski. Jego synowie Koki i Koya także są piłkarzami.

## Kariera klubowa
Kazama karierę rozpoczął jako gracz Shimizu Commercial High School, a następnie występował w uczelnianej drużynie Uniwersytetu Tsukuba. W 1984 roku został graczem rezerw niemieckiego Bayeru 04 Leverkusen. W 1985 roku odszedł do BVL Remscheid z Oberligi Nordrhein. W 1987 roku awansował z nim do 2. Bundesligi. Zadebiutował w niej 22 lipca 1987 roku w przegranym 1:2 meczu z Fortuną Kolonia. W Remscheid grał do końca sezonu 1987/1988.
W 1988 roku Kazama przeszedł do Eintrachtu Brunszwik, także grającego w 2. Bundeslidze. Spędził tam rok, a potem wrócił do Japonii, gdzie został graczem Mazdy Hiroszima. W 1992 roku zmieniła ona nazwę na Sanfrecce Hiroszima. W 1994 roku Kazama wywalczył z nią wicemistrzostwo Japonii. Na początku 1996 roku ponownie został graczem Remscheid, występującego w Oberlidze Nordrhein. W tym samym roku awansował z zespołem do Regionalligi West/Südwest. W 1997 roku zakończył karierę.

## Kariera reprezentacyjna
W latach 1980–1983 Kazama rozegrał 19 spotkań w reprezentacji Japonii.

## Statystyki
| Reprezentacja Japonii | Reprezentacja Japonii | Reprezentacja Japonii |
| Rok                   | Mecze                 | Gole                  |
| --------------------- | --------------------- | --------------------- |
| 1980                  | 4                     | 0                     |
| 1981                  | 8                     | 0                     |
| 1982                  | 4                     | 0                     |
| 1983                  | 3                     | 0                     |
| Razem                 | 19                    | 0                     |